# Синицын, Александр Николаевич
Александр Николаевич Сини́цын (22 декабря 1913 — 3 августа 1991) — советский лётчик военно-морской авиации, участник Великой Отечественной войны, Герой Советского Союза (22.07.1944). Полковник (29.04.1952).

## Биография
Родился 22 декабря 1913 года в городе Тула в семье рабочего. Русский. После окончания 8-летней школы и школы ФЗУ при Тульском патронном заводе в 1930 году работал слесарем на Тульском патронном заводе.
Окончил Тульскую школу пилотов (1933) и Центральную лётно-инструкторскую школу в Москве (1934). С 1934 года работал лётчиком-инструктором и командиром учебного звена в аэроклубе города Орджоникидзеград Брянской области. Член ВКП(б) с 1939 года.
В марте 1941 года был призван в Красную Армию, служил лётчиком-инструктором в 8-й военной школе пилотов имени П. Осипенко (Конотоп, Сумская область, Украинская ССР).
После начала Великой Отечественной войны ещё год готовил лётчиков для фронта в этой авиашколе (была преобразована в Конотопское военное авиационное училище, эвакуирована в город Грозный). В Военно-Морском Флоте с сентября 1942 года, когда был переведён в 1-й запасной авиационный полк ВВС ВМФ (г. Саранск, Мордовская АССР).
Участник Великой Отечественной войны с января 1943 года, когда прибыл на должность заместителя командира эскадрильи в 46-й штурмовой авиационный полк ВВС Северного флота. Воевал на штурмовике Ил-2. При атаке на немецкий конвой в Варангер-фьорде 2 июня 1943 года лично потопил тральщик. 13 октября 1943 года вывел в атаку на конвой в том же районе шестерку штурмовиков и потопил транспорт.
Командир эскадрильи 46-го штурмового авиационного полка 14-й смешанной авиационной дивизии Военно-воздушных сил Северного флота капитан Синицын Александр Николаевич совершил 16 боевых вылетов, на личном счету — 3 потопленных судна (транспорт, сторожевой корабль, тральщик) и 3 повреждённых (транспорт, танкер, тральщик). В воздушных боях сбил 2 самолёта противника и ещё 3 сжег при атаке вражеских аэродромов на земле.
Указом Президиума Верховного Совета СССР от 22 июля 1944 года за мужество и героизм, проявленные в боях с немецко-фашистскими захватчиками, капитану Синицыну Александру Николаевичу присвоено звание Героя Советского Союза с вручением ордена Ленина и медали «Золотая Звезда».
Продолжал боевой путь в том же полку, завершив его участием в Петсамо-Киркенесской наступательной операции в октябре 1944 года (вскоре после её завершения активные боевые действия в Заполярье прекратились). За годы войны выполнил 27 боевых вылетов, потопил ещё 2 корабля (транспорт, плавбаза торпедных катеров) и повредил немецкий миноносец.
После войны продолжил службу в ВВС ВМФ. С ноября 1944 года был помощником командира 46-го штурмового авиационного полка, с июня 1949 по ноябрь 1951 года — командир 78-го истребительного авиационного полка ВВС Северного флота. Окончил Военно-морскую академию имени К. Е. Ворошилова в 1954 году. С 1954 года служил начальником штаба — первым заместителем командира 147-й истребительной авиационной дивизии ВВС Тихоокеанского флота. В декабре 1960 года полковник А. Н. Синицын уволен из рядов Вооружённых сил в отставку по болезни.
Жил в Туле. Продолжил трудиться в народном хозяйстве, работал на тульском заводе «Штамп». Умер в 1991 году. Похоронен на Смоленском кладбище.

## Награды
- Медаль «Золотая Звезда» Героя Советского Союза № 2926 (22.07.1944);[3]
- орден Ленина (22.07.1944);
- три ордена Красного Знамени (17.09.1943, 29.11.1943, 1.11.1944);
- орден Ушакова II степени (30.04.1944, орден № 137);
- орден Отечественной войны I степени (11.03.1985);
- орден Красной Звезды (30.12.1956);
- медаль «За боевые заслуги» (2.06.1951);
- медаль «За оборону Советского Заполярья» (1944);
- ряд других медалей СССР;
- военный лётчик 2-го класса (1950).

## Память
- Бюст А. Н. Синицына, в числе 53-х лётчиков-североморцев, удостоенных звания Героя Советского Союза, установлен в посёлке Сафоново на Аллее Героев около музея ВВС СФ.
- Именем А. Н. Синицына названа МБОУ «Средняя общеобразовательная школа № 60» в Туле.
- Мемориальная доска А. Н. Синицыну установлена на доме, в котором доме жил Герой (Тула, улица Баженова, дом 2).